# Juliette Lewis
Juliette Lake Lewis (Los Angeles, 21 de junho de 1973) é uma atriz e cantora estadunidense. Ela é conhecida por interpretar personagens excêntricas, muitas vezes em projetos com temas sombrios. Lewis se tornou uma "it girl" do cinema estadunidense no início dos anos 1990, aparecendo em vários filmes independentes e artísticos. Seus elogios incluem indicações ao Oscar, ao Globo de Ouro e a dois Emmy Awards.
Lewis começou sua carreira na televisão aos 14 anos antes de fazer sua estreia no cinema com um pequeno papel em My Stepmother Is an Alien (1988). Isto foi seguido por um papel mais proeminente em Férias de Natal da National Lampoon (1989). Ela ganhou destaque com sua aclamada interpretação de Danielle Bowden em Cape Fear(1991), de Martin Scorsese, pelo qual foi indicada ao Oscar de Melhor Atriz Coadjuvante. Os créditos subsequentes incluíram Husbands and Wives (1992), Kalifornia, What's Eating Gilbert Grape (ambos de 1993), Natural Born Killers(1994), Strange Days(1995) e From Dusk Till Dawn(1996).
Lewis recebeu uma indicação ao Emmy de Melhor Atriz Coadjuvante pelo filme para televisão Hysterical Blindness(2002). Ela co-estrelou filmes convencionais como Enough(2002), Cold Creek Manor, Old School (ambos em 2003) e Starsky & Hutch (2004). Lewis embarcou na carreira musical em 2003, formando a banda de rock Juliette and the Licks. Desde 2009, ela vem lançando material como artista solo. Seus créditos cinematográficos durante a década de 2010 incluíram Conviction (2010), The Switch (2010), August: Osage County(2013) e Ma(2019). Lewis tem trabalhado com mais frequência na televisão desde meados da década de 2010, aparecendo em papéis de destaque em séries como Wayward Pines(2015), Secrets and Lies (2015–2016), Queer as Folk, Welcome to Chippendales (ambas de 2022) e Yellowjackets(2021–2023).

## Biografia

### Primórdios
Lewis nasceu em Los Angeles, Califórnia. Seu pai é o ator Geoffrey Lewis e sua mãe, Glenis Batley, é designer gráfica; seus pais se divorciaram quando tinha dois anos de idade. Tem dois irmãos, Lightfield e Peter, e duas irmãs, Dierdre e Brandy. Lewis queria ser atriz desde os seis anos de idade, e estreou na TV aos doze. Possui ascendência galesa.

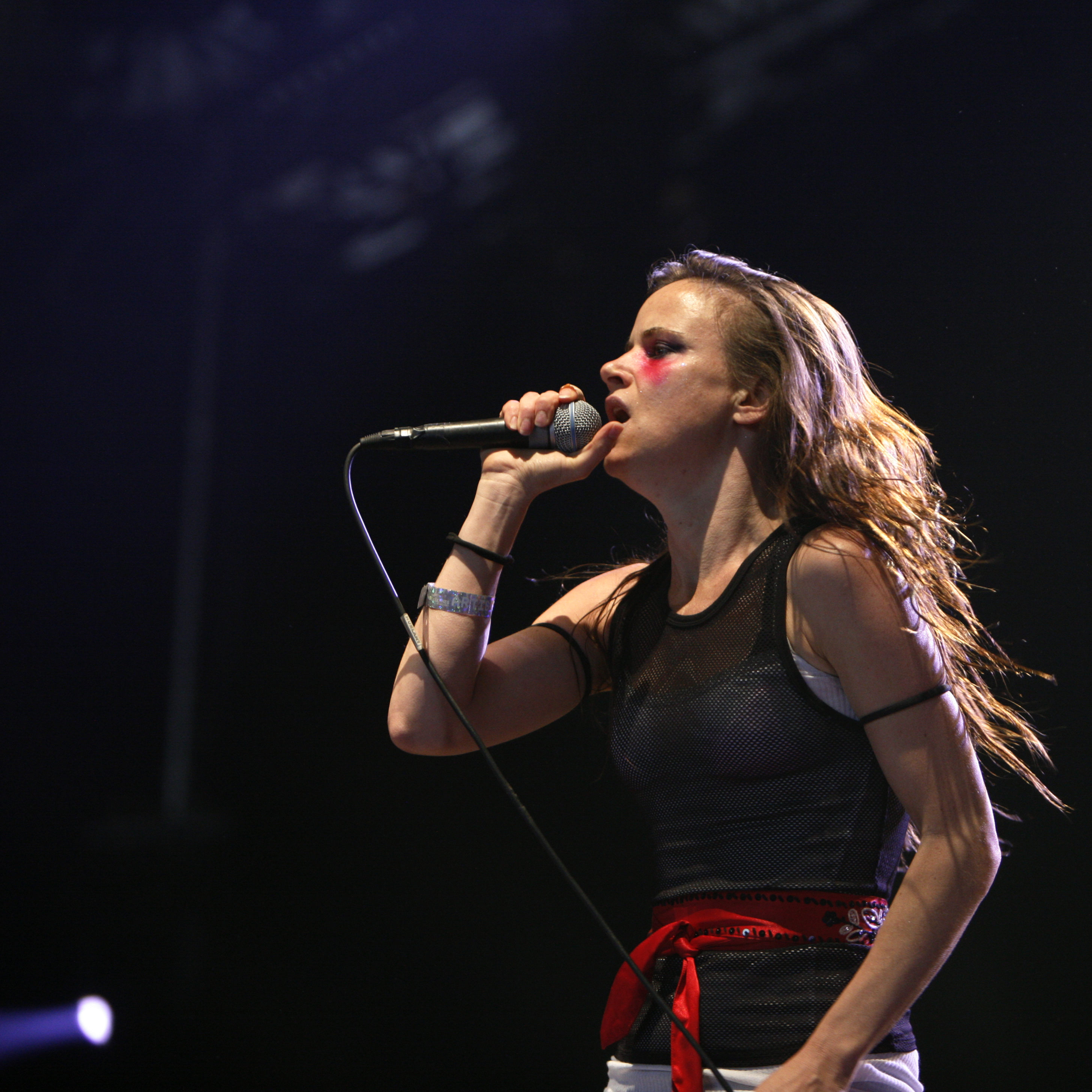
Juliette Lewis e o Juliette and the Licks no Eurockéennes, 2007.

### Vida profissional
Lewis participou de mais de quarenta longa metragens e filmes feitos para a TV. Foi indicada aos Oscar de Melhor Atriz (coadjuvante/secundária) em 1992 pelo filme Cape Fear. Foi também indicada ao Emmy em 2001, por seu desempenho em My Lousiana Sky.
Lewis tem uma carreira paralela de cantora, liderando o grupo Juliette and the Licks, lançando vários álbuns. Entre seus colaboradores está a compositora Linda Perry. Lewis participou inclusive de três faixas do CD Always Outnumbered, Never Outgunned, do grupo de música eletrônica The Prodigy. Em 2006 foi incluída na lista de "Mulheres mais quentes do Rock" da revista Bender.

### Vida pessoal
Aos 14 anos de idade abandonou os seus pais e foi viver com a família de uma amiga, a atriz Karen Black, antes de mudar-se para o seu próprio apartamento. Abandonando também o colegial, acabou entrando em verdadeiros problemas com a lei, por dirigir ilegalmente aos 15 anos e também por ser presa em uma boate por ser menor de idade. Aos 20 anos, acabou indo para uma clínica de reabilitação devido aos seu vício em drogas.
Lewis namorou o ator Brad Pitt por alguns anos, co-estrelando com ele os filmes Kalifornia e Too Young to Die?. Se casou com o skatista profissional Steve Berra em 1999, divorciando-se pouco depois. É seguidora do culto cientologista.

## Discografia

### Como Juliette & The Licks
- 2004: ...Like a Bolt of Lightning
- 2005: You're Speaking My Language
- 2006: Four on the Floor

### Solo
- 2009: Terra Incognita
- 2017: Future Deep

## Filmografia
- 1987 - Home Fires (TV)

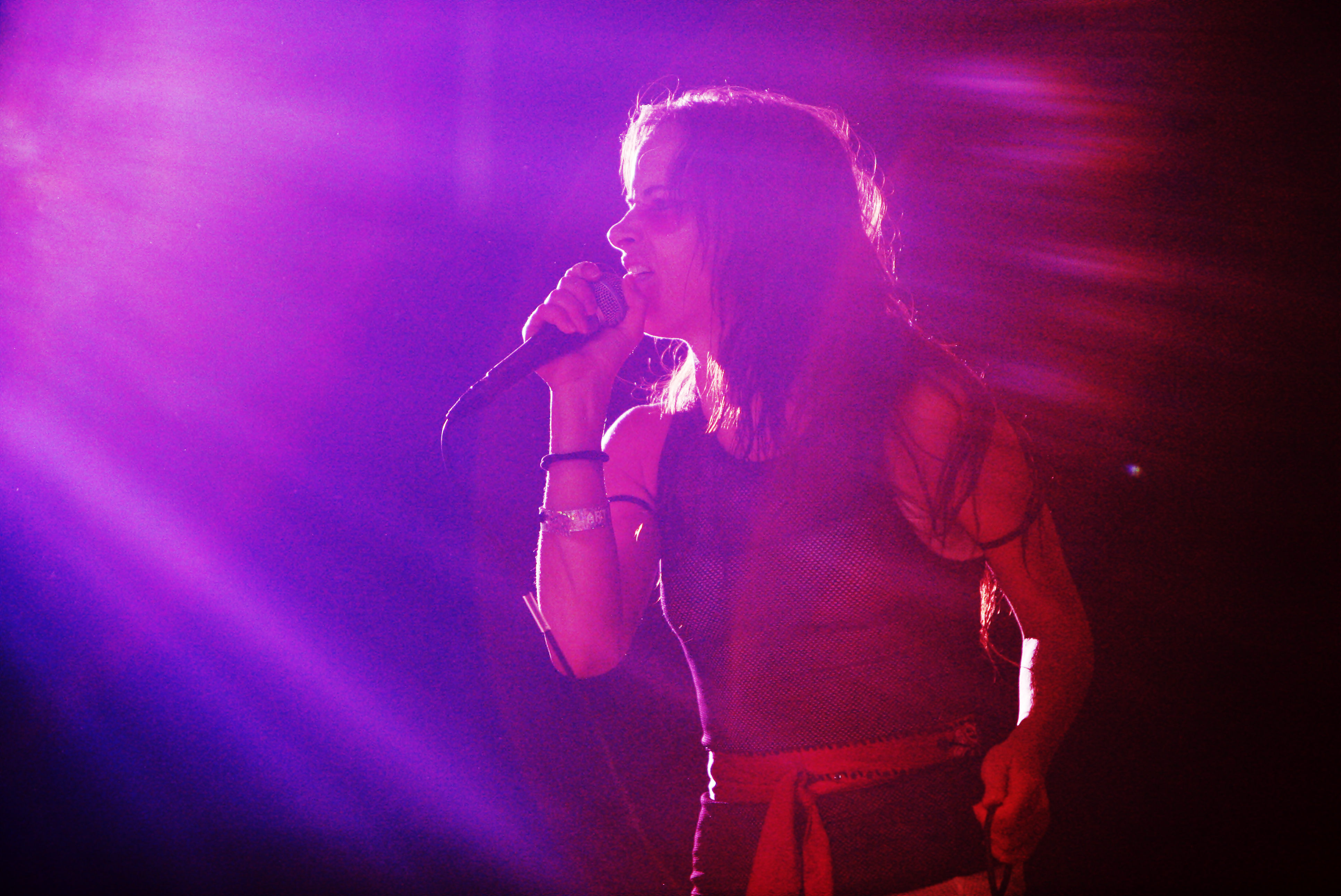

- 1988 - Loucos a beira do abismo (Meet the Hollowheads)
- 1988 - Minha noiva é uma extra-terrestre (My Stepmother Is a Alien)
- 1989 - Runnin' kind, The
- 1989 - Férias frustradas de Natal (National Lampoon's Christmas Vacation)
- 1990 - Dias de violência (To Young to Die?) (TV)
- 1991 - Cabo do medo (Cape Fear)
- 1991 - Corações partidos (Crooked Hearts)
- 1992 - Maridos e esposas (Husbands and Wives)
- 1992 - Aquela noite (That Night)
- 1993 - Kalifornia (Kalifornia)
- 1993 - Gilbert Grape - Aprendiz de Sonhador (What's Eating Gilbert Grape)
- 1993 - O sangue de Romeu (Romeo Is Bleeding)
- 1994 - Um dia de louco (Mixed Nuts)
- 1994 - Assassinos por natureza (Natural Born Killers)
- 1995 - Estranhos prazeres (Strange Days)
- 1995 - Diário de um adolescente (The Basketball Diaries)
- 1996 - O entardecer de uma estrela (The Evening Star)
- 1996 - Um drink no inferno (From Dusk Till Dawn)
- 1997 - Full tilt boogie
- 1998 - Some Girl
- 1999 - O quarto andar (The 4th Floor)
- 1999 - Simples como amar (The Other Sister)
- 2000 - Procura-se um amor em Barcelona (The Gaudi Afternoon)
- 2000 - Room to rent
- 2000 - A sangue frio (The Way of the Gun)
- 2001 - Armitage: Dual Matrix
- 2001 - Picture Claire
- 2001 - My Louisiana Sky (TV)
- 2002 - Nunca mais (Enough)
- 2003 - Garganta do diabo (Cold Creek Manor)
- 2003 - Muraya
- 2003 - Dias incríveis (Old School)
- 2003 - Hysterical Blindness (TV)
- 2004 - Aurora Borealis
- 2004 - Starsky & Hutch - Justiça em dobro (Starsky & Hutch)
- 2004 - Blueberry
- 2004 - Chasing Freedom (TV)
- 2005 - Daltry Calhoun
- 2005 - Grilled
- 2007 - Pegar e Largar (Catch and Release)
- 2010 - Garota Fantástica (Whip It!)
- 2010 - Conviction
- 2010 - Coincidências do Amor (The Switch)
- 2012 - The Firm (série de TV)
- 2012 - Angie (Open Road)
- 2013 - Álbum de Família (August: Osage County)
- 2014 - Hellion
- 2015 - Secret and Lies (série de TV)
- 2015 - Wayward Pines (série de TV)
- 2015 - Jem and the Holograms
- 2016 - Nerve
- 2017 - Back Roads
- 2018 - A Million Little Pieces
- 2019 - The Act (série de TV)
- 2019 - Ma
- 2019 - Dreamland
- 2020 - Sacred Lies (série de TV)
- 2020 - I Know This Much Is True (série de TV)
- 2020 - Filthy Rich (série de TV)
- 2021 - Yellowjackets (série de TV)
- 2021 - Music
- 2021 - Mayday
- 2021 - Breaking News in Yuba County
- 2022 - Queer as Folk (série de TV)
- 2022 - Welcome to Chippendales (série de TV)
- 2025 - Opus

### Premiações
- Indicação ao Oscar de melhor atriz coadjuvante, por Cape Fear (1991).
- Indicação ao Globo de Ouro de melhor atriz (coadjuvante/secundária) em cinema, por Cape Fear (1991).
- Indicação ao Independent Spirit Awards de melhor atriz (coadjuvante/secundária), por Hysterical Blindness (2003).
- Prêmio de melhor atriz no Festival de Veneza, por Natural Born Killers (1994).
- 2 indicações ao MTV Movie Awards de melhor beijo, por Cape Fear (1991) e Natural Born Killers (1994).
- Indicação ao MTV Movie Awards de melhor dupla, por Natural Born Killers (1994).
- Indicação ao Framboesa de Ouro de pior atriz (coadjuvante/secundária), por The Other Sisters (1999).
- Indicação ao Daytime Emmy Award de melhor atriz em Especial Infantil, por My Louisiana Sky (2001).
- Indicação ao Primetime Emmy Award de melhor atriz (coadjuvante/secundária)em minissérie ou filme, por Hysterical Blindness  (2002).
- Indicação ao Independent Spirit Award de melhor atriz coadjuvante, por Hysterical Blindness  (2002).
- Prêmio de Boston Society of Film Critics Award de melhor atriz (coadjuvante/secundária), por Conviction (2010).
- Indicação ao Golden Nymph de melhor atriz (coadjuvante/secundária) em série dramática, por The Other Sisters (2012).
- Prêmio Hollywood Film Award de melhor reunião, por August: Osage County (2013).

## Principais prêmios e indicações
Oscar
| Ano  | Categoria                | Título       | Resultado |
| ---- | ------------------------ | ------------ | --------- |
| 1992 | Melhor atriz coadjuvante | Cabo do Medo | Indicado  |

Emmy Award
| Ano  | Categoria                                           | Título                         | Resultado |
| ---- | --------------------------------------------------- | ------------------------------ | --------- |
| 2003 | Melhor atriz coadjuvante em minissérie ou telefilme | Hysterical Blindness           | Indicado  |
| 2023 | Melhor atriz coadjuvante em minissérie ou telefilme | Bem-Vindos ao Clube da Sedução | Indicado  |